# 若草物語 ナンとジョー先生
『若草物語 ナンとジョー先生』（わかくさものがたり ナンとジョーせんせい）は、1993年1月17日から12月19日まで、フジテレビ系列で毎週日曜19:30 - 19:58（JST）に全40話が放送された、日本アニメーション制作のテレビアニメ。『世界名作劇場（ハウス世界名作劇場）』の第19作目に当たる。

## 概要
原作はルイーザ・メイ・オルコットの『第三若草物語』（Little Men）。全寮制の学校・プラムフィールドを舞台に繰り広げられる2人の教師と13人の生徒たちの物語である。「世界名作劇場」として1987年に放映された『愛の若草物語』とは原作のシリーズを同じくしており、第1話から第3話までは、オープニングテーマ前に前作との繋がりを思わせるアバンタイトルも挿入されていた。このアバンタイトル時にバック映像となっていたマーチ一家の写真は、同作品のオープニング映像に登場したもののオマージュであり、本作品でも作中に何度か登場している。一方で『愛の若草物語』における原作からの変更点は本作品に引き継がれておらず、作中で暗喩される過去のエピソードを辿れば、『愛の若草物語』ではなく原作に行き着くように作られている。姉妹の年齢差、メグの夫の名前、舞台となる街の名なども原作に準じたものとなっている。
一方で「ナンを主人公に昇格させる」、「ダンをはじめ、キャラクターの年齢を大幅に変更する」、「トミーなど、キャラクターの性格が変更される」、「ナンとダンが、互いに好意を抱く」など、本作品制作に当たっての新たなオリジナル要素も多い。このように『愛の若草物語』とは設定に多くの差異があるが、ジョーとローリー、メアリーマーチ（回想シーンのみ）、メグのように両作品に共通して登場する人物も存在し、これらの登場人物は本作品でも1話のみのゲスト出演に至るまで、全て同じ声優が起用されている。
従来の「世界名作劇場」では、番組冒頭で「世界名作劇場」のタイトルとジングルのカットが表示された後でオープニングテーマへ流れるが、本作品では前述のアバンタイトルの含まれた第1話から第3話を除いて、冠スポンサー名を含めた「ハウス食品 世界名作劇場」のタイトルがオープニングテーマ曲の前奏に組み入られる形となっていた。1994年にビデオ化にれた際に、該当のタイトルシーンはカットされ、その次のシーンを前倒して静止映像で時間を延ばし、楽曲も前奏部分を若干カットする手直しが行われている。この修正版は番組販売（再放送及び本放送終了後に開局したさくらんぼテレビでの放送）や、2001年放送の「総集編」でも用いられている。
また、「世界名作劇場」のタイトルの書体が、第32話までは丸ゴシック体だったが第33話から明朝体に一新した。静止画のデザインも第32話までが木材の家の柵が第33話以降ではリスのキャラクターによるものに変更された（第33話から使用されたフォントのタイプが地上波シリーズ最終作及び通算23作目にあたる『家なき子レミ』まで使用）。

## あらすじ
イギリスのロンドンから21歳の美しい淑女が、アメリカのマサチューセッツ州コンコードの街にある情操教育で有名なプラムフィールドの学園を訪ねて来た。10年前より大規模になっているプラムフィールドをさらに行った丘の上。赤い屋根の一軒家を眺めながら感慨にふけっている。「ちっとも変わってない。昔のままだわ何もかも」、「ただいまジョー先生」。そう言いながら彼女は、10年前の自らの「奇跡の少女時代」を思い出す。
10年前、マサチューセッツ州のボストンから来た11歳のナンは、10人の生徒と2人の教師（ベアとジョー夫妻）が暮らす全寮制の学園で暮らし始めた。お転婆なナンは、言いつけを守らずに調子に乗っていたところ、ジョーから約束を守ることの大切さを教わって改心する。しかしその後もナンのお転婆な性格は相変わらずで、男子生徒たちと騒がしくも元気いっぱいに毎日を過ごす。
ナンが学園の生活に慣れてきた頃、勉学に劣等感を持つヴァイオリンが得意なナットや不良少年のダンが転入し、学園の生徒は計13人になる。ナンたち生徒はベアとジョー夫妻から、日常生活を通じて相手の立場になって考えることを教わる。ナットは劣等感を克服していくが、素行の悪いダンの態度はなかなか治らずベアとジョーを悩ませる。
ナンたちは学園でお菓子作りや野球の試合などをして楽しい日々を送るが、ある時盗難騒動が起きてナットに疑いがかかる。ジョーとベアは物事を正しく判断すること、過ちを犯した者は反省し、周りの者は相手を許すことの大切さをナンたちに教え、より良い人間になるよう導く。
周りに反発していたダンも、ナンやジョーたちと過ごす内に徐々に心を開き、趣味が講じて学園内に博物館を作る。ナンたち他の生徒もそれぞれに興味の幅を広げ、時には人を好きになったり人間関係に悩んだり、身近な人の死などを経験して心を成長させていく。
学園に来てから数か月が経った頃、ナンは医者に憧れるが時代的に女医はかなり少なく、将来自分がなれるかどうか不安になる。ジョーから夢を持つことの素晴らしさや「努力はあなたの未来を変える」と教えられたナンは、夢への意欲を取り戻す。学園で過ごした友だちや先生との日々は、ナンにとってかけがえのない思い出となっていく。
そして10年の時が流れ、医者になる夢を叶えたナンは、落ち着いた性格の素敵な女性に成長していた。少女時代を懐かしんだナンは、休日を利用してロンドンから海を渡って久しぶりに学園に訪れる。庭のベンチで編み物をする恩師を見つけたナンは、目を潤ませながら「ジョー先生！」と声をかけ、2人で再会を喜ぶのだった。

## 登場人物

### プラムフィールド
アニー・ハーディング
声 - 松倉羽鶴
本作品の主人公。11歳。通称ナン。ボストンの裕福な家庭からプラムフィールドへやってくる。作中では、頭に黄色いヘアバンドと、黄色と朱色の服を着ている。合衆国一のおてんば娘。負けず嫌いでそそっかしい性格だが思いやりを持っている。女の子らしい遊びより体を動かす遊びが好きで、特に野球が得意。学園に来てからほどなくして、デーズィに誘われて裁縫や簡単な料理（主にデザート）もやり始める。学校での仕事は、幼いロブとテディに毎日絵本の読み聞かせ。勉強はそれほど得意ではないが、幼い頃から青い空や花や動物が好きだったこともあり、理科は少し得意。その後ハーブに興味を持ち、植物に詳しいダンから色々と説明を聞いて薬草の知識を深め、それを煎じたもので身近な人のちょっとした怪我などを治療して医療への興味が湧く。第36話頃からダンを異性として意識し始める。
将来の夢は消防士、機関車の機関助手といろいろと変わったが、その後ジョーの事故をきっかけに医者を志すようになる。過去に、母親を心臓病で亡くしており、そしてまた、親しかったジョン・ブルックを同じ病気で失ったため、志していた医学の無力さに絶望する。しかし、ジョンの死が、ナンが医師を目指す決意をさらに強いものとするきっかけともなる。物語は、成長した彼女がワゴンに乗ってプラムフィールドを再訪し、ここで暮らした子供時代の回想という形で始まる。
本放送当時、ナンの外見がスタジオジブリ作品の『魔女の宅急便』の主人公であるキキに似ていると雑誌などで話題になった。本作品のキャラクターデザイナー（作画）の佐藤好春は、「魔女の宅急便」の制作でも作画を担当していたため、彼はそのことを後年になってから「苦い思い出」として語っている。
ジョセフィン・ベア
声 - 山田栄子
本作品の準主人公。通称ジョー先生。前作の主人公であるマーチ家の次女で、本作ではフリッツ・ベアと結婚し、ロブとテディの2人の息子をもうけている。理想の教育を実践するために、夫婦でプラムフィールドの運営に取り組む。学園の教師であるが、普段の授業はベアが教えており、自身は主に日常生活を通じて生徒たちに道徳心を教えたり、ナンたちが悩んだ時に解決策を提案するなどしている。生徒たちの母親代わりのような存在だが、なかなか心を開いてくれないダンのことで自身の未熟さを痛感するなど、自身の指導について悩むこともある。快活で慈悲深い性格だが、かつてはおてんばだったことから、現在でも勝気な一面を見せたりその場の勢いに任せて行動することもある。また、ベアからは「思い込んだらテコでも動かない（信念を持っているが頑固という意味もある）」と評されている。ナンについて「お転婆で意地っ張りで男の子に負けたくない所が、子供の頃の私に似ている」と評している。女の子と男の子チームに別れて野球をやったときは大活躍も見せる。「一番苦手」というほど雷が嫌いで、これまで料理の経験はほとんどない。
普段から「どんな子供にも必ずいいところがある。それを見つけて伸ばしてやりたい」との考えを持って生徒たちに接している。生徒の中でも特に、荒くれ者のダンのことを心から心配しており、ある時「自慢の息子」と涙ながらに言い切る。その後将来医者になれるかどうか不安になるナンに諦めない気持ちや、「生きることは自分の努力で明日（未来）を変えていくこと」と教える。

#### 子どもたち
トミー・バングズ
声 - 高山みなみ
プラムフィールドの少年。作中では、若葉色のシャツにサスペンダー付きの藍色のズボンをはいている。陽気な性格だが学園の生徒の中でも特に悪戯好きで、ナンたち身近な人相手によくいたずらをしてからかっている。学園の納屋で飼うめん鳥の卵をジョーに買い取ってもらって小遣いにしている。転入生のナットが「僕も動物を飼いたいけどお金がない」と言うのを聞き、自身のめん鳥の卵を用いた“会社ごっこ”として「トミー・バングズ商会」の運営を始める。しかしそのことがきっかけで、後日ある大きな事件が起きる。また火事を火の不始末で起こしてしまうなどたびたび騒動を起こす。将来の夢は億万長者。第9話頃からナンに片思いし始める。素行の悪いダンに他の生徒たちが不安がる中、バク転やケンカが得意な彼に憧れ始める。実は父親は何かの会社経営をしており、将来は自身に後を継いでもらいたいと思っている。その後（ナンが学園に来た翌年の春頃に）ジョーとベアづから、父がボストンの学校に通わせたがっていることを知らされる。
ジャック・フォード
声 - 柏倉つとむ
プラムフィールドで学ぶ12歳の少年。作中では、群青色のシャツにサスペンダー付きの茶色いズボンをはいている。学校での仕事は、畑でじゃがいもを育てること。納屋の外に置いた土を入れた小さいバケツの中で釣り用のエサとしてミミズを飼っており、他の生徒に12匹で2セントで売って小遣い稼ぎしている。算数での計算は速いがお金に関してがめつく、ばけた性格で短気な一面もある。学園の博物館には、蛇の抜け殻を展示する。学園の空いた時間では、チェスをしている。ある事件を起こしたことがきっかけで、結果として一度プラムフィールドを去る。将来は、叔父または伯父の雑貨店を手伝う予定。
ジョージ・コール
声 - 佐藤智恵
プラムフィールドの少年。通称スタッフィ。太い八の字のような前髪が特徴で、作中ではクリーム色のシャツに茶色のベスト、灰色がかった茶色いズボンをはいている。食いしん坊でポッチャリ体型をしている。母に甘やかされて育てられたため、甘えん坊で泣き虫で何か問題が起きると他人が起こした場合は愚痴をこぼしたり、自分に非がある場合は責任を取るのが怖くて他人のせいにするなどしている。父の勧めで学園で暮らすことになった模様。母が好きだが、その一方で母の身勝手な性格に困っており、頭が上がらない。母が自分を連れ戻しに来た時は、その手を振り切り自らプラムフィールドに戻ることを選択している。男女対抗野球大会では、パンプキンパイにつられて女性チームに加わる。学園の博物館には、ふぐの剥製らしきものを展示する。学園の空いた時間では、チェスをしている。将来の夢はレストラン経営。
ネッド・バーカー
声 - 愛河里花子
プラムフィールドの少年。作中では、えんじ色のシャツにサスペンダー付きのバイオレット色のズボンをはいている。トミーのお金の事件のときに、ナットにダンが犯人ではないかと言い詰める。その結果ダンに見つかり、池に投げ飛ばされる結果となる。しかし性格は友達を野球に誘うなど根っからの陰湿ではなくて「いじめっこ」というわけでもない。ジャックやスタッフィと仲が良く、遊び時間では彼らがするチェスの対戦を見ていることが多い。大工仕事が得意で、将来の夢は家具職人。学園の博物館には、蜂の巣（蜂がいない抜け殻の状態）を展示する。
フランツ・ホフマン
声 - 森川智之
プラムフィールドの少年。作中では、白いシャツに藤紫色のズボンをはいている。最年長の16歳であり、生徒の中のリーダー的存在。穏やかで落ち着いた性格。フルートが吹けることから、学校での仕事は他の生徒たちが毎日寝る時に子守り歌代わりにフルートを吹いている。また、学園で飼っている馬の世話をしたり農作業の他、サイラスが忙しい時はジョーやベアの外出時の馬車の馭者をすることもある。勉強好きなため、時々ベアを手伝って生徒たちに授業をしており、他の生徒たちの学校での仕事と違って彼から賃金をもらっている。また、学校に通ったことがない転入生のナットのために特別教授としてしばらくの間勉強に付き添う。将来の夢は、ボストンの大学に入って叔父であるベアやジョーのような教師になること。
エミル・ホフマン
声 - 結城比呂
プラムフィールドの少年で、フランツの弟。作中では、桔梗色のシャツに藤紫色のズボンをはいている。また赤いスターフが特徴で、普段肩にかけているが仕事時は頭に巻いている。学校での仕事は馬の世話や農作業などで、フランツと一緒に作業することが多い。畑ではとうもろこしとスイカを育てており、ナットに畑のスイカを割られたときは本気で怒っている。真面目な性格でジョーに恩義を感じており、ダンが彼女に反発してひどい言動をした時に彼に決闘を申し込んだこともある。将来の夢は船乗り（航海士）になって世界中の海を渡ること。
ロブ・ベア
声 - 渕崎ゆり子
ベア家の長男。作中では、白色のシャツに薄紫色のベスト、青紫色のズボンをはいている。テディと仲が良く、しっかりものの兄。好奇心が旺盛で行動的だが、まだ幼いため他の生徒がやることに興味を持ってもしばらくして別のものに興味が湧くなど気まぐれな所がある。ナンが学園に来て間もない頃に行った牧場でのいちご摘みで、彼女と迷子騒動を起こす。
テディ・ベア
声 - 南杏子
ベア家の次男。作中では、黄色いシャツにサスペンダー付きの緑色のズボンをはいている。作中の生徒の中では最年少ということもあり、泣き虫ですぐ泣いたり、ロブが言った言葉を真似するなどしている。学園に来て間もないダンに他の生徒たちが距離を置く中、食事で隣の席になった彼にパンを取ってもらったことで慕うようになる。以降自身の無邪気さがダンの荒んだ心をだんだんと開いていく。第23話頃から、マイケルと名付けたサルの人形がお気に入りとなる。学園の博物館には、どこからか見つけてきた繭を展示する。
デミ・ブルック
声 - 山田恭子（現・山田ふしぎ）
ブルック家の長男（ジョーの甥）で、デーズィの双子の兄。10歳で、第33話でデーズィと共に11歳の誕生日を迎える。母親（メグ）似の端整な顔立ちの少年。作中では、茜色のリボンタイに白いシャツと薄緑色のベスト、深緑色の子供用スーツのような服を着ている。部屋は、トミーと相部屋。家族思い男の子にしてはやや内気で、荒っぽい暴力行為は嫌い。またダンからは、「堅物」と評されている。小さい頃から読書好きで学業成績も非常に良い。畑では、トマトを育てている。学園の博物館には、祖父から外国のお土産としてもらったダチョウの卵を展示する。将来の夢は哲学者で、父・ジョンを亡くした後、父の仕事を継いで母たち家族を経済的に支えたいと思い始める。
デーズィ・ブルック
声 - 荒木香恵
ブルック家の長女（ジョーの姪）で、デミの双子の妹。母親（メグ）似の可憐な少女。作中では、髪に赤いリボン、白色と珊瑚色のワンピースを着ている。ナンが学園に来るまでは、唯一の女子生徒だった。兄妹仲がとても良く、デミと一緒に過ごしていることが多い。とてもおとなしい性格の女の子らしい女の子で、スポーツは苦手。苦手な科目は、算数。裁縫が得意で、作中ではナットに似た人形などを手作りしている。「ナンと一緒に遊びたいけど、共通の遊びが見つからない」と思ったことから、ジョーの提案によりナンとお菓子作りをするようになる。第19話では、ナンと淑女の真似をして自室にトミー、デミ、ナットを招いて“舞踏会ごっこ”をする。ナットが嘘をついて反省した時に寄り添ったり、トミーのお金の事件で彼が疑われた時は他の生徒がよそよそしい態度になる中、彼を信じ続ける。その後ナットに好意を抱き始める。将来の夢は、家庭的で優しいお母さんで、父を亡くした後「裁縫や料理をもっと上手になってお母さんを手伝いたい」との思いが芽生える。
ナット・ブレイク
声 - 池上麻里子
プラムフィールドの少年。第5話から登場。作中では、灰色がかった桃色のシャツに濃い小豆色のベスト、杜若色のズボンをはいている。父親と“流しのヴァイオリン弾き”として各地を周って路上や不衛生な部屋で寝起きしながら貧しく暗い人生を送ってきた。父の死により孤児となったが、ローレンスに出会ったことで学園に転入してくる。バイオリンを弾くのが得意で、ベアが所有していた古いヴァイオリンを譲り受けて時々弾くようになる。上記の生活により学校に通えなかったため、読み書きができないことに強いコンプレックスを感じている。ナンの愛読書である「ロビンソン・クルーソー」を贈られ、頑張って読み始める。
純粋で素直であるものの、気弱で言い寄られると、恐怖から嘘をつく悪い癖がある。それが原因で、生涯において忘れられない経験をする。ベアからは「嫌なことがあっても人を責めたりせず、いつも穏やか」、ダンからは「お人好しだが、それがお前のいい所」と評されている。しかし勝手な性格でもあり、ベアやジョーの許可なくダンを招き入れたうえにサポートもしない等無責任な面がある。結果、ダンの暴走を招きプラムフィールドの火事の原因の一端を担う。
第30話頃からデーズィに好意を寄せ始める。将来の夢はバイオリニスト。
原作では、ダンとセットでほぼ主人公だった。
ダニエル・キーン
声 - 林延年
プラムフィールドの少年。第11話から登場。通称ダン。15歳。作中では、真紅色のシャツにねずみ色のズボンをはいており、季節によってはシャツの上に朽葉色の上着を着ている。もともとはボストンで暮らしていた不良少年だが、ナットが流しのヴァイオリン弾きをしていた頃からの親友であり恩人でもある。ボストンでナットと再会したことをきっかけにプラムフィールドで学ぶ。ナットのヴァイオリンの腕前を認めている。
一匹狼タイプでプラムフィールドではナット以外とはあまり親しくなろうとせず、特に大人たちにはこれまで色々と裏切られてきたことから信用していない。ケンカが強く、運動神経抜群で野球が得意で身のこなしが軽く宙返りなどもできる。第29話の男女対抗の野球の試合では、ピッチャーを務める。ある夜学校で火事を起こしたことが原因で、しばらくの間ベアの知人であるページのもとに預けられる。その後、昆虫を含めた動植物を扱う博物学に興味を持ち始める。後にプラムフィールドに戻ってくるが、最後にはページとブラジルへ旅立つ。

#### 学校で働く人たち
フリッツ・ベア
声 - 秋元羊介
ジョーの夫で、学園の教師。通称ベア先生。コンコードの郊外に、全寮制の学校・プラムフィールドを創立する。容姿はいつもネクタイをしておりスーツ姿で凛々しいが、設定上は醜男である。常に生徒たちの味方であり、まとめ役でもあり理解者でもある。生徒の中でも、勉強にコンプレックスがあるナット、素行が悪いダンが心の成長ができるよう特に気にかけている。ナットの嘘のときに、罰としてものさしで「自ら（ベア）の手を打つように」と厳しく指導する。学園の精神的支柱といえる存在で、教師としてナンたち生徒の心に寄り添い、夫としては時に指導が上手く行かないことがあるジョーを温かく見守っている。嫌いなものは、酒、タバコ、賭け事。第29話の男女対抗の野球の試合では、審判を務める。
エーシア
声 - 羽鳥靖子
プラムフィールドでベテランメイドとして働く黒人女性。48歳。マナーなどにうるさく、生徒たちには「規律で厳しく育てるのが良い」と考えの持ち主。このため生徒たちがふざけすぎたり無作法なことをすると直接注意したり、学校の家事をしながら愚痴をこぼしている。特にダンに対しては学園で暮らし始めた頃に、素行が悪く和を乱す彼を「周りの人のことを何とも思ってないね！」、「ひねくれもの」と評するなど不快感を露わにする。普段からぶっきらぼうな話し方で無愛想な感じだが、本人なりに生徒たちのことを想っている。生徒たちのしつけや教育についてジョーとよく意見を言い合うなどしている。また使用人ではあるが、雇い主のベアにも気後れすることなく自分の考えをはっきり主張することもある。料理の腕は天下一品で、自慢の料理はクリームシチュー。第29話の男女対抗の野球に参加し、打球したとき、バットの方を超特大の場外本塁打にするほどの怪力の持ち主。
サイラス
声 - 槐柳二
プラムフィールド専属の農夫かつ庭師。58歳。生徒やベアが遠出する時の馭者も務める。フリッツ＆ジョーの片腕とも言える存在。温厚で人の感情に鋭く、学園での生活に馴染もうとしないダンのことで悩むジョーに助言する。野球のときに参加するなどきさくで社交的な面があるが、第29話で生まれて初めて野球をするがルールをよく知らない。学園で飼う雌牛のバタカップの乳の出が悪い時や怪我をした時に世話をする。
メアリー・アン
声 - 藤井佳代子
プラムフィールドで働くメイドの女性。21歳。エーシアと共に調理などを担当している。ナットが学園に初めてやって来た時に応対する。誰かに好意を抱かれているようで、生まれて初めて男性から贈り物（オルゴール）をもらい、対応の仕方に悩む。第29話の男女対抗の野球のときに参加するが、サイラスと同じくルールをほとんど知らない。

#### 学園の動物たち
学園では下記以外にも猫、豚、うさぎ、牛、馬など色々な動物が飼われている。
クリストファー・コロンバス
プラムフィールドで飼われている犬。ナンの入学の数週間後に、地元のヤンソンという人から生まれて間もない状態で学校で譲り受け、飼われ始める。名付け親はナンだが、名前の由来は不明。横に倒した空の酒樽に乗って歩く芸ができる。第8話ではトミーたちがする野球に参加したり、第32話ではナンが独自に調合した虫下しの薬を飲まされる。
バタカップ
第15話に登場。学園で飼われている雌牛。1か月前に子牛を亡くしたショックで、一時的に乳の出が悪くなっている。このため、サイラスにより牧場で他の牛とは別の柵の中でのんびり過ごしていたが、ダンやトミーたちが闘牛ごっこをしたせいで騒動になる。
プリンス・チャーリー
第36話から登場。ローリーの所有する黒い馬で、しばらくの間学園で過ごすことになる。額に白い十字の模様が特徴で、綺麗な毛並みをしているが気性が荒く、これまでに誰一人として背中に乗せたことがない。ローリーからは「ちゃんと調教すればいい競走馬になる素質を持っている」と評されている。ナンとダンが、それぞれチャーリーに乗ろうと奮闘する。
コックルトップ
トミーが飼うめん鳥の中でも、「特に優秀（卵をよく産む）」とのこと。トミーはコックルトップを含めて数匹のめん鳥を飼っているが、毎日納屋の様々な場所に卵を産み落とすため、トミーやナットは卵を探すのに苦労している。
アライグマ
学園の納屋のケージで、スタッフィが飼っている。トミーからは、「食いしん坊なところがスタッフィに似ている」と評されている。
九官鳥
学園の納屋の鳥かごでネッドに飼われているが、「僕ネッド」としかしゃべらない。
亀
学園の納屋のたらいで、デミが飼う3匹の亀。それぞれの個体の甲羅には、デミの名前と西暦）。
トビー
学園で飼われているロバ。ある日牧場でダンにけしかけられたトミーが、赤い布切れを付けた棒を持ってトビーに乗り、バタカップ相手に闘牛ごっこをする。

### その他ナンやジョーと関わる主な人たち
マーガレット・ブルック
声 - 潘恵子
マーチ家の長女で、ジョーの姉。通称メグ。ジョンと結婚し、デミとデーズィの双子をもうける。ジョーとは家族ぐるみで親交があった。夫・ジョンと結婚して12年になり、現在は一軒家で夫・ジョンと赤ん坊のジョーズィ（デミとデーズィの妹）と暮らしている。毎年ジョーとプラムフィールドの生徒たち全員を招いて、デミとデーズィの誕生日を祝ってきた。デミとデーズィの11歳の誕生日を、ジョンやナンたちと祝った後、ジョーと2人で子供時代の思い出話をして懐かしむ。
ジョン・ブルック
声 - 小島敏彦
メグの夫で、デミとデーズィの父。デミとデーズィの誕生日に招いたナンたち生徒と会話した後、「将来の夢がまだ見つからない」というデミと会話する。ベアからは、「とてもいい人」、ローリーからは、「正直で忠実で誰からも信頼されている」と評されている。これまでメグとコツコツ貯めてきたお金を、地元の医師・ファースに「経済的に余裕がなくても、医師を目指す学生に役立てて欲しい」と託している。ナンたち大勢の子どもを育てるジョーやベアのよき理解者であったが、物語の途中で心臓発作により亡くなってしまう。しかし、ジョンの死が、ナンが医師を志す決意を強くするきっかけとなった。
セオドア・ローレンス
声 - 飛田展男
マーチ家の末妹（エイミー）の夫。通称ローリー。ジョーとは少女時代からの友人であり、プラムフィールドの子供たちに親切にしており、彼らから「ローリーおじさん」と呼び慕われている。学園の第一期生。エイミーと子供と暮らしている。ナットが学校で暮らすきっかけとなった人物。以前から時々ボストンで開かれる音楽会に、学園の生徒を2人ずつ連れて行っており、第11話でナンとナットを連れて行く。第25話では、脚を怪我したダンの快気祝いに参加し、彼の博物学の知識を活かして学校内に博物館を作ることを提案する。学園の博物館は、ジョーの提案により「ローレンス博物館」と命名される。後日プリンス・チャーリーと名付けた競走馬になる素質を持った、少々気性の激しい馬をプラムフィールドに数日間預ける。
メアリー・カーティス・マーチ
声 - 中西妙子
ジョーの母親。第4話で10代の頃のジョーの回想シーンに登場。ジョーが川で溺れた夜、部屋で一人の時に娘が助かったことを目に涙を浮かべながら安堵する。
第4話でジョーがナンに預ける青竹色の小箱は、少女時代のジョーに自身が「言いつけを破りたくなったらその気持ちをこの箱に閉じ込めなさい」と告げて渡したもの。また、第33話でメグがデーズィの11歳の誕生日プレゼントとして贈る糸巻きスタンドは、元々自身の愛用品。
ページ
声 - 石森達幸
ベア先生の恩師で、博物学の博士。コンコードから離れたとある田舎の一軒家で一人で農作業をしながら、たまに博物学の学会に参加している。過去にベアに教育や哲学への情熱を教えた人物。ベアはこれまでに、プラムフィールドで預かった子どものうち共同生活が上手く行かなかった時に、その子たちを自身のもとで引き取ってしばらくの間世話をしてきた。これによりダンを預かることになり、彼と一緒に農作業などをしながら博物学を説くようになる。その後ダンが学園に戻った翌年の春頃に学園に手紙を出し、昆虫の研究のために行くブラジルの旅に彼を誘う。
ファース
声 - 佐藤正治
コンコードの医者。ページの自宅から学園に帰ってきたダンが左脚を大怪我しており、学校に訪れて診察する。第32話では、ジョーが足に火傷を負ったと知って学校に駆けつけ、緊急の処置を施す。第33話では、誕生日パーティーのために実家に帰宅したデミとデーズィに出会い、「（彼らの妹の）ジョーズィの定期検診に来た」と説明する。第35話では、風邪気味なのに吹雪の中を出歩いたナンが熱を出したため、診察に訪れる。
医学は人を生かすためにあるのに、今の医学で治せない病気がたくさんあることを嘆いており、その後ジョンの遺志を継いで奨学金制度を作るために尽力する。

### その他の人たち
エド
声 - 掛川裕彦
学園の最寄り駅であるコンコード駅の駅長。第1話では、ボストンから1人で列車に乗ってコンコード駅までやって来たナンと会話する。第18話では、駅のホームから、列車に乗ったシルビアとスタッフィたち乗客に「この駅で通過列車を待ちます」と発車するまでしばらく待つよう伝える。第20話では、機関車が駅で故障して立ち往生したため、同僚に愚痴をこぼす。
馭者
声 - 大山高男
（本作開始時の）21歳に成長したナンが、プラムフィールドに戻って来るときの馭者。その道すがら、ナンから子供時代に初めてコンコードの駅に降り立った時の思い出話を聞く。
馭者
声 - 岸野幸正
プラムフィールドに初めて訪れるナットを連れていく。
馭者
声 - 辻親八
ある雪の夜に学園に訪れ、応対したエーシアにジョンが倒れたことを告げ、デミとデーズィを馬車に乗せてブルック家に急行する。
機関士
声 - 稲葉実
運転していた機関車がプラムフィールドの最寄り駅で突然故障したため、助手と2人で線路に降りて修理にあたる。直した後よそ見をしたまま機関車に乗り込み、かまどの前にいたナンを助手と勘違いしたまま石炭をくべるよう指示する。
ダンをよく知る不良たち
声 - マーリー（中村大樹）、ジミー（佐藤浩之）
マーリーは、黒っぽいシャツを着ており、ジミーは帽子とベストを着用している。ダンとの詳しい関係は不明だが、ボストン時代の彼と同じく素行が悪く盗みなどをして生活していた模様。マーリーは以前ダンのせいで、収監（日本で言う少年院のような所と思われる）されたことを根に持っている。マーリーの出所後にジミーが街でダンを見かけ、数日後の夜にページの自宅に1人でいたダンと再会し、拳銃で襲う。
郵便局員
声 - 高戸靖広
ある日郵便物を届けに学園に訪れると、庭先でナンやトミーたち数人の生徒が寝転がって“海賊に襲われた犠牲者ごっこ”なる遊びをしているのを不思議に思う。
シルビア
声 - 一城みゆ希
スタッフィの母。スタッフィに手紙とお菓子を送った数日後、息子から送られてきた「ジョー先生に無理やり走らされたり、おやつを禁じられた」という手紙を読んだ後、息子を心配して学園にやって来る。息子を「坊や」と呼んだり、息子が大好きなお菓子を自宅からの届け物としてたくさん送るなど溺愛している。スタッフィと違って気位が高く、ジョーにも横柄な態度で接する。プラムフィールドの教育のやり方についてジョーに文句を言い、スタッフィを自宅に連れて帰ろうとする。
市長さん
声 - 藤本譲
プラムフィールドがあるマサチューセッツ州の市長。ある日現れたナンが、「私も奨学金制度の試験を受けて将来医者になりたい」と言い出したのを聞き、「女性は医者になれない」と言って笑う。その直後ナンから、「なぜ女の子が医者になってはいけないんですか？」と尋ねられる。
秘書
声 - 平野正人
市長の秘書。市長庁舎の前で市長の帰りを待っていたところ、市長に会いに来たナンと出会う。女性であるナンが医者を目指していると聞いて、「君は、今どんなに馬鹿馬鹿しいことを言っているか分かるかい？」と嘲笑する。

## スタッフ
- 製作 - 本橋浩一
- 企画 - 清水賢治（フジテレビ）、大橋益之助（電通関西支社）、佐藤昭司
- プロデューサー - 鈴木吉弘（フジテレビ）、中島順三
- 監督 - 楠葉宏三
- キャラクターデザイン - 佐藤好春
- 脚本 - 島田満
- 美術設定 - 伊藤主計
- 録音監督 - 藤野貞義
- 音楽 - デービッド・シービルズ
- 制作 - フジテレビ、日本アニメーション

## 主題歌

### オープニングテーマ
「明日もお天気」
作詞・作曲・歌 - 小坂明子 / 編曲 - 信田かずお

### エンディングテーマ
「青空のDing-Dong」
作詞・作曲 - 伊藤薫 / 編曲 - 信田かずお / 歌 - 伊藤薫、森の木児童合唱団
Ding-Dongとは英語圏で鐘の鳴る音を表現するときの擬音。

## 各話リスト
| 話数   | 放送日         | サブタイトル               | 絵コンテ          | 演出     | 作画監督        |
| ------ | -------------- | -------------------------- | ----------------- | -------- | --------------- |
| 第1話  | 1993年 1月17日 | プラムフィールドへようこそ | 楠葉宏三          | 楠葉宏三 | 佐藤好春        |
| 第2話  | 1月24日        | 川と野原はステキな教室!!   | 楠葉宏三          | 楠葉宏三 | 佐藤好春        |
| 第3話  | 1月31日        | イチゴつみと黒い森         | 則座誠            | 則座誠   | 田中穣          |
| 第4話  | 2月7日         | 約束の小箱                 | 楠葉宏三          | 楠葉宏三 | 佐藤好春        |
| 第5話  | 2月14日        | 小さなバイオリン弾き       | 片渕須直          | 加賀剛   | 高野登          |
| 第6話  | 2月21日        | トミーバングズ商会         | 楠葉宏三          | 楠葉宏三 | 鷲田敏弥        |
| 第7話  | 2月28日        | 僕はロビンソン・クルーソー | 則座誠            | 則座誠   | 田中穣          |
| 第8話  | 3月7日         | はじめてのパンプキンパイ   | 片渕須直          | 中西伸彰 | 佐藤好春        |
| 第9話  | 3月14日        | おもちゃの国の贈り物       | 加賀剛            | 加賀剛   | 高野登          |
| 第10話 | 3月21日        | パジャマで大戦争           | 楠葉宏三          | 楠葉宏三 | 鷲田敏弥        |
| 第11話 | 4月18日        | 街から来た無法者ダン       | 中西伸彰          | 中西伸彰 | 佐藤好春        |
| 第12話 | 4月25日        | プラムフィールドの嵐       | 片渕須直          | 則座誠   | 田中穣          |
| 第13話 | 5月2日         | 決闘! エミルが怒った       | 加賀剛            | 加賀剛   | 佐藤好春        |
| 第14話 | 5月9日         | ダンとテディの秘密         | 楠葉宏三 中西伸彰 | 中西伸彰 | 松本清          |
| 第15話 | 5月23日        | バタカップ大騒動           | 片渕須直          | 加賀剛   | 鷲田敏弥        |
| 第16話 | 5月30日        | 学校が燃える!              | 酒井伸次          | 酒井伸次 | 田中穣          |
| 第17話 | 6月6日         | さよならダン               | 加賀剛            | 加賀剛   | 佐藤好春        |
| 第18話 | 6月13日        | ママがやって来た           | 片渕須直          | 中西伸彰 | 松本清          |
| 第19話 | 6月20日        | 舞踏会へようこそ           | 中西伸彰 楠葉宏三 | 中西伸彰 | 鷲田敏弥        |
| 第20話 | 6月27日        | 大きくなったら何になる?    | 片渕須直          | 加賀剛   | 佐藤好春        |
| 第21話 | 7月11日        | 先生をぶちなさい!          | 酒井伸次          | 酒井伸次 | 田中穣          |
| 第22話 | 8月1日         | ページさんからの手紙       | 片渕須直          | 中西伸彰 | 松本清          |
| 第23話 | 8月8日         | 誰もいない庭               | 加賀剛            | 加賀剛   | 佐藤好春        |
| 第24話 | 8月15日        | 素直になれなくて           | 楠葉宏三 中西伸彰 | 中西伸彰 | 鷲田敏弥        |
| 第25話 | 8月22日        | 博物館を作ろう             | 酒井伸次          | 酒井伸次 | 田中穣          |
| 第26話 | 8月29日        | 泥棒は僕じゃない!          | 片渕須直          | 楠葉宏三 | 松本清          |
| 第27話 | 9月5日         | ひび割れた友情             | 加賀剛            | 加賀剛   | 佐藤好春        |
| 第28話 | 9月12日        | 告白の置き手紙             | 中西伸彰 楠葉宏三 | 中西伸彰 | 鷲田敏弥        |
| 第29話 | 9月19日        | 男の子には負けない!        | 片渕須直          | 楠葉宏三 | 佐藤好春        |
| 第30話 | 9月26日        | 小さなウェディングベル     | 楠葉宏三          | 中西伸彰 | 井上鋭          |
| 第31話 | 10月17日       | 素敵な5ドルの使い方        | 片渕須直          | 酒井伸次 | 田中穣          |
| 第32話 | 10月24日       | 私、お医者さんになる!      | 中西伸彰          | 中西伸彰 | 松本清          |
| 第33話 | 10月31日       | お父さんとの約束           | 楠葉宏三          | 高木淳   | 佐藤好春        |
| 第34話 | 11月7日        | 雪の日の使者               | 片渕須直          | 中西伸彰 | 鷲田敏弥        |
| 第35話 | 11月14日       | 吹雪の中で                 | 楠葉宏三 高木淳   | 高木淳   | 井上鋭          |
| 第36話 | 11月21日       | ダンの荒馬ならし           | 片渕須直          | 楠葉宏三 | 佐藤好春        |
| 第37話 | 11月28日       | 旅立ちへの予感             | 中西伸彰          | 中西伸彰 | 鷲田敏弥 井上鋭 |
| 第38話 | 12月5日        | それぞれの決心             | 楠葉宏三          | 楠葉宏三 | 佐藤好春        |
| 第39話 | 12月12日       | おてんばジョー自転車に乗る | 楠葉宏三          | 楠葉宏三 | 佐藤好春        |
| 第40話 | 12月19日       | さよならプラムフィールド   | 楠葉宏三          | 楠葉宏三 | 佐藤好春        |

## 放送局
※放送日時・系列は本番組終了時（1993年12月）のもの。
| 放送地域       | 放送局             | 放送日時           | 放送系列                                     | 備考                |
| -------------- | ------------------ | ------------------ | -------------------------------------------- | ------------------- |
| 関東広域圏     | フジテレビ         | 日曜 19:30 - 20:00 | フジテレビ系列                               | 制作局              |
| 北海道         | 北海道文化放送     | 日曜 19:30 - 20:00 | フジテレビ系列                               |                     |
| 岩手県         | 岩手めんこいテレビ | 日曜 19:30 - 20:00 | フジテレビ系列                               |                     |
| 秋田県         | 秋田テレビ         | 日曜 19:30 - 20:00 | フジテレビ系列                               |                     |
| 宮城県         | 仙台放送           | 日曜 19:30 - 20:00 | フジテレビ系列                               |                     |
| 福島県         | 福島テレビ         | 日曜 19:30 - 20:00 | フジテレビ系列                               |                     |
| 新潟県         | 新潟総合テレビ     | 日曜 19:30 - 20:00 | フジテレビ系列                               |                     |
| 長野県         | 長野放送           | 日曜 19:30 - 20:00 | フジテレビ系列                               |                     |
| 静岡県         | テレビ静岡         | 日曜 19:30 - 20:00 | フジテレビ系列                               |                     |
| 富山県         | 富山テレビ         | 日曜 19:30 - 20:00 | フジテレビ系列                               |                     |
| 石川県         | 石川テレビ         | 日曜 19:30 - 20:00 | フジテレビ系列                               |                     |
| 福井県         | 福井テレビ         | 日曜 19:30 - 20:00 | フジテレビ系列                               |                     |
| 中京広域圏     | 東海テレビ         | 日曜 19:30 - 20:00 | フジテレビ系列                               |                     |
| 近畿広域圏     | 関西テレビ         | 日曜 19:30 - 20:00 | フジテレビ系列                               |                     |
| 島根県・鳥取県 | 山陰中央テレビ     | 日曜 19:30 - 20:00 | フジテレビ系列                               |                     |
| 岡山県・香川県 | 岡山放送           | 日曜 19:30 - 20:00 | フジテレビ系列                               |                     |
| 広島県         | テレビ新広島       | 日曜 19:30 - 20:00 | フジテレビ系列                               |                     |
| 愛媛県         | 愛媛放送           | 日曜 19:30 - 20:00 | フジテレビ系列                               | [ 51 ]              |
| 福岡県         | テレビ西日本       | 日曜 19:30 - 20:00 | フジテレビ系列                               |                     |
| 佐賀県         | サガテレビ         | 日曜 19:30 - 20:00 | フジテレビ系列                               |                     |
| 長崎県         | テレビ長崎         | 日曜 19:30 - 20:00 | フジテレビ系列                               |                     |
| 熊本県         | テレビ熊本         | 日曜 19:30 - 20:00 | フジテレビ系列                               |                     |
| 沖縄県         | 沖縄テレビ         | 日曜 19:30 - 20:00 | フジテレビ系列                               |                     |
| 山梨県         | 山梨放送           | 水曜 16:30 - 17:00 | 日本テレビ系列                               |                     |
| 高知県         | 高知放送           | 金曜 16:30 - 17:00 | 日本テレビ系列                               |                     |
| 大分県         | テレビ大分         | 水曜 16:00 - 16:30 | 日本テレビ系列 フジテレビ系列                | [ 注 45 ] [ 注 46 ] |
| 宮崎県         | テレビ宮崎         | 日曜 18:00 - 18:30 | フジテレビ系列 日本テレビ系列 テレビ朝日系列 | [ 注 45 ]           |
| 鹿児島県       | 鹿児島テレビ       | 日曜 18:30 - 19:00 | 日本テレビ系列 フジテレビ系列                | [ 注 45 ]           |

## 映像ソフト化
- テレビシリーズのDVDは2002年9月25日 - 11月25日にかけて全10巻が発売された。
  - VOL.1（2002年9月25日）[52]
  - VOL.2（2002年9月25日）[53]
  - VOL.3（2002年9月25日）[54]
  - VOL.4（2002年9月25日）[55]
  - VOL.5（2002年10月25日）[56]
  - VOL.6（2002年10月25日）[57]
  - VOL.7（2002年10月25日）[58]
  - VOL.8（2002年11月25日）[59]
  - VOL.9（2002年11月25日）[60]
  - VOL.10（2002年11月25日）[61]